# 注溪乡 (天柱县)
注溪乡，是中华人民共和国贵州省黔东南苗族侗族自治州天柱县下辖的一个乡镇级行政单位。

## 行政区划
注溪乡下辖以下地区：
注溪村和下寨村。